# Koninkrijk Commagene
Commagene (Grieks: Κομμαγηνή) is een historische landstreek in Klein-Azië, gelegen in de huidige Turkse provincie Zuidoost-Anatolië. Commagene was in het noorden begrensd door Cappadocië en Armenië, in het zuiden door Syrië, terwijl in het oosten de Eufraat een natuurlijke grens vormde. De voornaamste stad was Samosata (het huidige Samsat), gelegen nabij de Eufraat. Andere centra waren Doliche (vanwaaruit de cultus van Jupiter Dolichenus zich verspreidde), Perrhe, Antiochia aan de Taurus en Arsamea aan de Nymphaeus.

## Geschiedenis
Sargon II maakte in 708 v.Chr. Commagene, toen Kummuh geheten, tot een Assyrische provincie. Daarna wordt van de stad niets meer vernomen, tot de naam weer opduikt in de 3e eeuw v.Chr., in de hellenistische tijd. Na het uiteenvallen van het rijk van Alexander de Grote was Commagene aanvankelijk een provincie van het Seleucidenrijk. 
Omstreeks 163 v.Chr. bevrijdde Ptolemaeus, satraap van Commagene, zich van het gezag der Seleuciden, maakte zijn satrapie los van Sophene en stichtte het autonome koninkrijk Commagene, waarvan hij zichzelf tot koning uitriep. Het kleine Armeense koninkrijkje (met als hoofdstad Samosata) behield een grote mate van zelfstandigheid tot het in 72 n.Chr. opgenomen werd in het Romeinse Rijk.
Koning Antiochus I moest zich in 64 v.Chr. aan Pompeius, en daarna in 38 v.Chr. aan Marcus Antonius onderwerpen, maar behield nog zijn koninkrijk. Dit werd in 17 na Chr., na de dood van koning Antiochus III, bij de Romeinse provincie Syria ingelijfd. Antiochus IV ontving in 38 uit de handen van keizer Caligula de troon van Commagene terug, maar in 72 verenigde keizer Vespasianus het gebied definitief met Syria.

## Archeologisch onderzoek
Duits-Amerikaanse onderzoekingen hebben zich sedert 1947 geconcentreerd op Nemrut Dağı, de monumentale grafheuvel van koning Antiochus I, en op de stad Arsamea.